# Kristell Ruiz Freeman
Kristell Angelik Ruiz Freeman (San José, 29 de noviembre de 1996) es una modelo, reina de belleza y periodista costarricense, reconocida por ser la primera finalista en el certamen de Miss Costa Rica 2022 y ser la representante de Costa Rica en el Miss Grand Internacional 2023. Ruiz ganó el derecho a representar a Costa Rica en el Miss Grand International luego de ser designada por el Concurso Nacional de Belleza de Costa Rica.

## Vida personal
Freeman nació en la ciudad de San José, en la provincia del mismo nombre, sin embargo es de origen limonense, donde vivió desde muy pequeña y de donde es originaria su madre, estudió periodismo obteniendo el grado de bachillerato universitario, del mismo modo, Ruiz posee una licenciatura en producción audiovisual por la Universidad Federada San Judas Tadeo. Kristell es la menor y única mujer de tres hermanos, en el año 2014, dejó a su natal ciudad de Limón en el caribe costarricense, para mudarse a la capital y tener mejores oportunidades laborales, Kristell se ha desempeñado como periodista en la Asamblea Legislativa de Costa Rica; antes de ser designada como representante de Costa Rica en Miss Grand International 2019, Ruiz se estaba retirando de los concursos de belleza para optar por una maestría en el extranjero, no obstante, aplazó el mismo para representar a Costa Rica en este certamen de belleza.

## Certámenes de Belleza
Kristell inició sus pasos en los concursos de belleza desde 2019, no obstante, anhelaba desde niña ser reina de belleza, ganando así desde muy corta edad un reinado de belleza en su pueblo para posteriormente prepararse en certámenes de mayor envergadura. Dentro de los certámenes en los que ha participado se encuentran:

### Miss Eco Costa Rica 2019
Su certamen inicial fue a los 23 años de edad, Kristell se coronó como Miss Eco Costa Rica, siendo así la portadora de la banda de Costa Rica para el Miss Eco International.

### Miss Eco International 2021
En 2021, la organización The Finalist envía a Ruiz al certamen de Miss Eco International 2021, luego de ganar el derecho de representar al país en 2019, al final de la velada, Ruiz Freeman se coloca como cuarta finalista de un total de 52 candidatas internacionales.

### Miss Costa Rica 2022
Ruiz Freeman decide participar en 68.ª edición del Certamen Nacional de Belleza de Miss Costa Rica, correspondiente al Miss Costa Rica 2022, en este certamen que envía candidatas al concurso internacional Miss Universo, uno de los más populares en Costa Rica. En el proceso de casting, en la preliminar y en la noche final, se postuló como una de las candidatas más fuertes, recibiendo el apoyo generalizado de la población, en la noche final obtuvo el puesto de primera finalista del certamen, posterior a ello, recibió el apoyo de la población costarricense al ser catalogada como la favorita del público, en el concurso, Ruiz Freeman fue portavoz de la necesidad de trabajar en la población el respeto, la misma expresó que deseaba ser inspiración para las mujeres en general, sin importar ninguna diferencia, ya que ha recibido bullying por su color de piel.

### Miss Grand International Costa Rica 2023
A través de los canales oficiales del Concurso Nacional de Belleza de Costa Rica CNB, se dio a conocer la elección de Ruiz Freeman como reina designada por decreto; Brenda Muñoz, Miss Grand Costa Rica 2022, la coronó en un evento de coronación representativo, con ello Ruiz Freeman ganó el derecho de representar a Costa Rica en el Miss Grand Internacional 2023

### Miss Grand International 2023
Ruiz Freeman se enfrentará con alrededor de 70 candidatas de distintos países y territorios autónomos en la 11.ª edición del Miss Grand International a desarrollarse en la Ciudad de Ho Chi Minh, Vietnam, Costa Rica no entra a un cuadro de finalistas desde 2021, cuando Adriana Moya se colocó en el top 10 del certamen.
| Predecesor: Brenda González | Miss Grand International Costa Rica 2023 | Sucesor: - |